# 奥普沃
奧普沃（Opuwo）是納米比亞西北部庫內內區的首府，位於首都溫得和克西北約720公里。2009年人口12,000。